# دانشگاه بین‌المللی

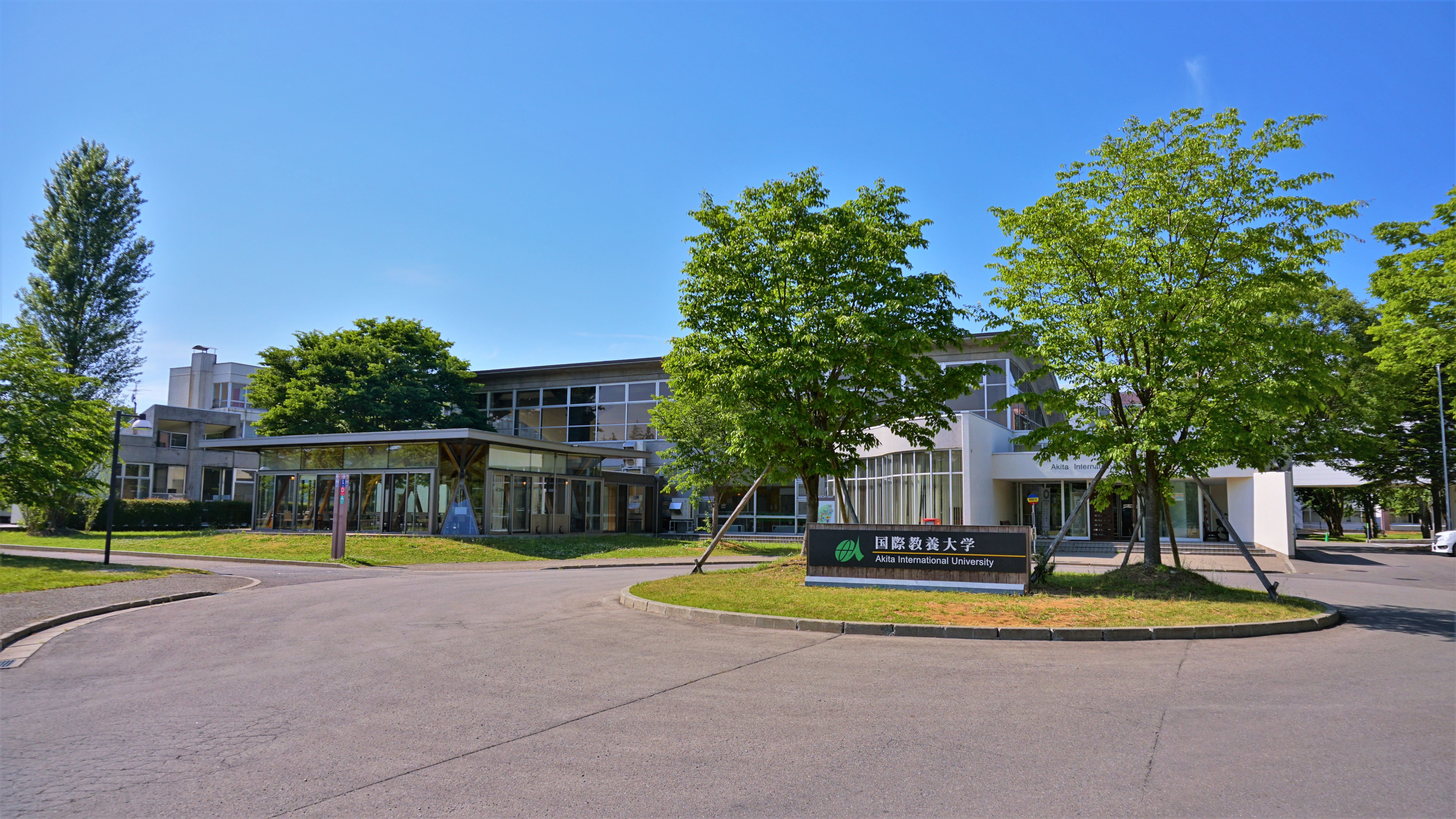
دانشگاه بین المللی اکیتا

دانشگاه بین‌المللی دانشگاهی است که توسط دولت کشورها تأسیس می‌شود و از طریق مقامات دولت کشورهای مختلف کنترل می‌شود. این دانشگاه‌ها اغلب توسط سازمان‌های منطقه‌ای و بین‌المللی شکل می‌گیرند. تفاوت بین دانشگاه‌های بین‌دولتی و بین‌المللی مشابه تفاوت بین سازمان بین‌دولتی و سازمان بین‌المللی است. لفظ «بین‌المللی» یک واژه با پایان باز است، در حالی که «بین‌دولتی» به‌طور خاص به این واقعیت اشاره می‌کند که اعضای شرکت‌کننده دولت‌های مستقل و سازمان‌های بین‌دولتی هستند. در نتیجه، فقط دانشگاه‌های بین‌دولتی موضوع حقوق بین‌الملل هستند.